# Planritning

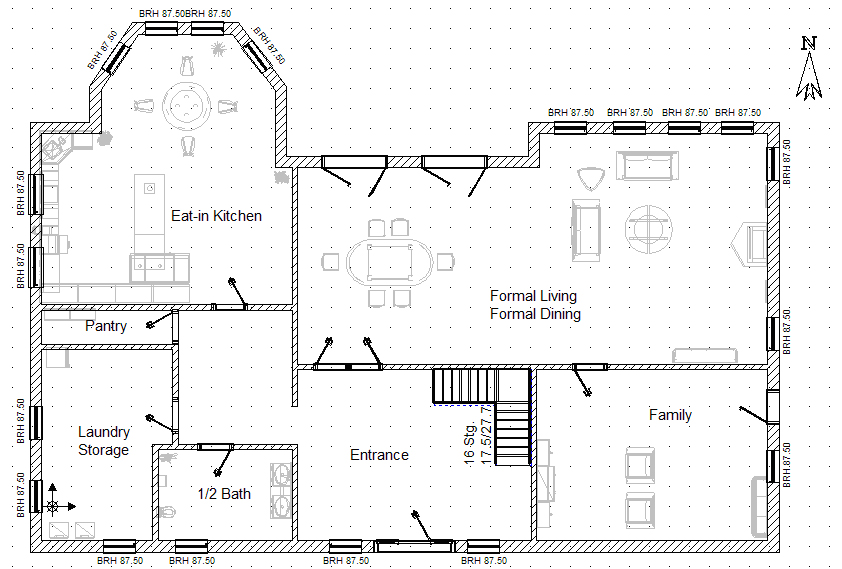
Exempel på planritning för familj i villa

Inom arkitektur och byggteknik är en planritning en illustration, oftast i skala, som visar en vy över av förhållandet mellan rum, utrymmen och andra fysiska funktioner på en strukturerad nivå av en byggnads våningsplan.
På en planritning ska följande ingå: våningsplanets olika delar (rum), dess funktion (kök, sovrum, dusch), dess yta i kvadratmeter, fönster och dörrar var fast inredning såsom köksinredning, tvättstuga, wc och dusch är placerad, var sektioner är tagna, byggnadsarea samt bruttoarea för varje plan, eventuell lutning mellan entré och garage (får vara max 1:20). Planritningarna görs vanligtvis i skala 1:100 och trycks vanligen på A4- eller A3-papper.
| Beteckning | Betydelse          |
| ---------- | ------------------ |
| DM         | Diskmaskin         |
| G/L        | Garderob/Linneskåp |
| HS         | Högskåp            |
| K/F        | Kyl/Frys           |
| KLK        | Klädkammare        |
| K/S        | Kyl/Sval           |
| SKK        | Skafferi/kylskåp   |
| SK         | Skafferi           |
| ST         | Städskåp           |
| TM         | Tvättmaskin        |
| TT         | Torktumlare        |
| U          | Högskåp med ugn    |
| VP         | Värmepump          |
| VVB        | Varmvattenberedare |